# Izumisano
Izumisano (泉佐野市, Izumisano-shi) est une municipalité ayant le statut de ville dans la préfecture d'Osaka, au Japon.

## Géographie

Izumisano au sein de la préfecture d'Osaka.

### Localisation
Izumisano est située au sud de la préfecture d'Osaka, au bord de la baie d'Osaka.

### Démographie
En février 2024, la population de la ville d'Izumisano était de 99 008 habitants répartis sur une superficie de 56,51 km2.

## Histoire
Le village moderne d'Izumisano est créé en 1889. Il devient un bourg le 1er octobre 1911 puis une ville le 1er avril 1948.

## Culture locale et patrimoine
- Hide-jinja
- Jigenin
- Shipporyou-ji

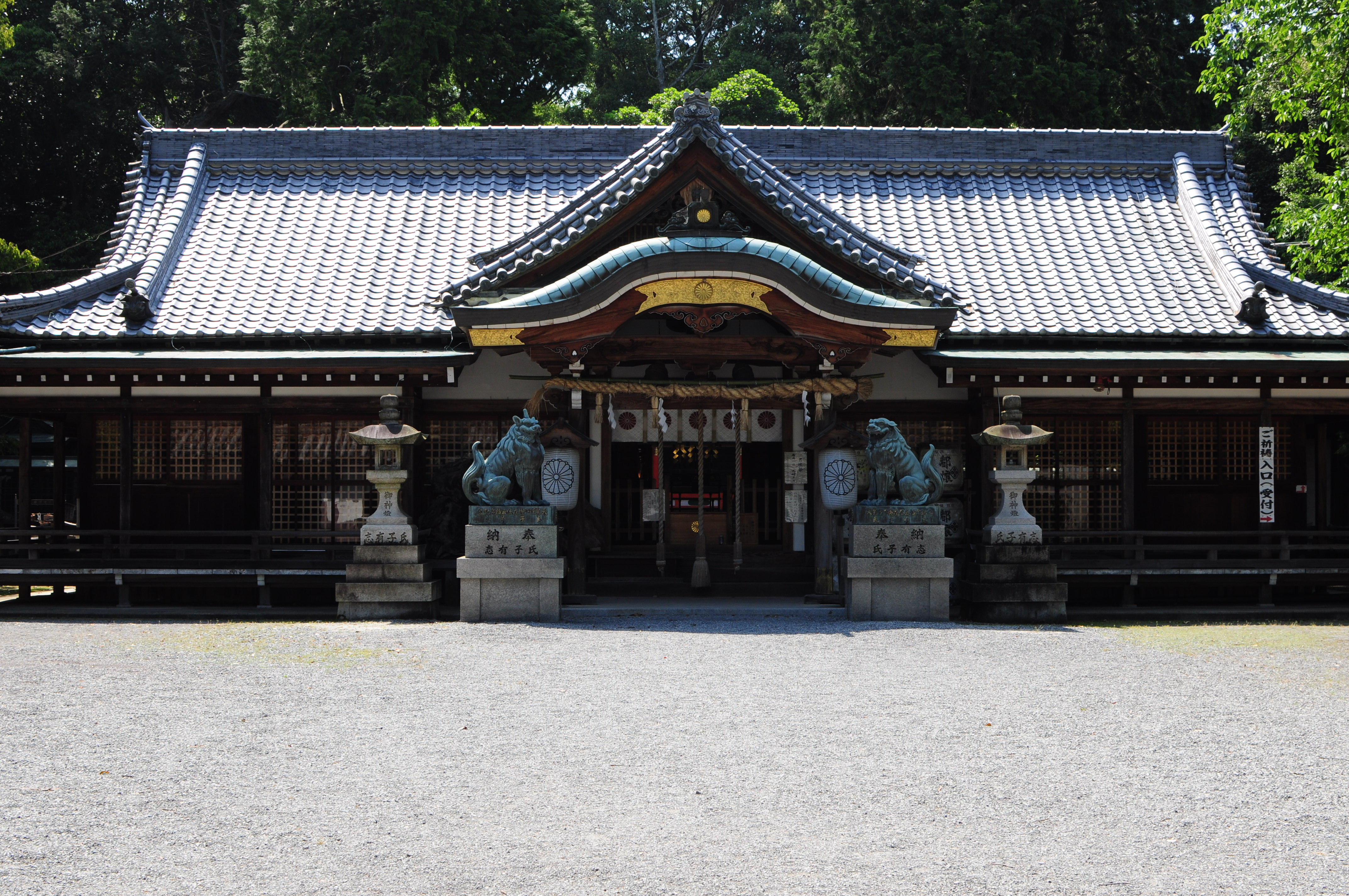
Hide-jinja.
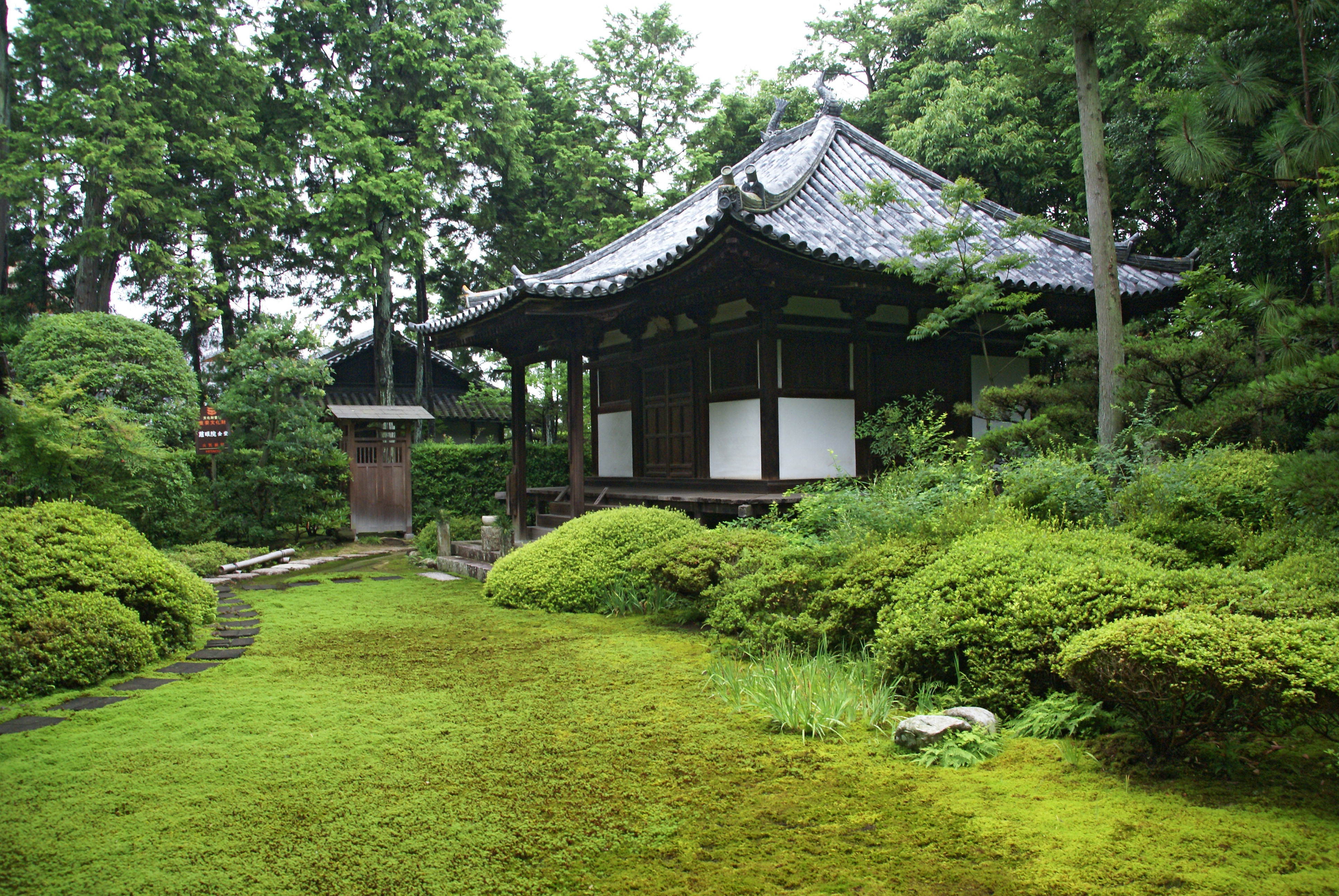
Jigenin.
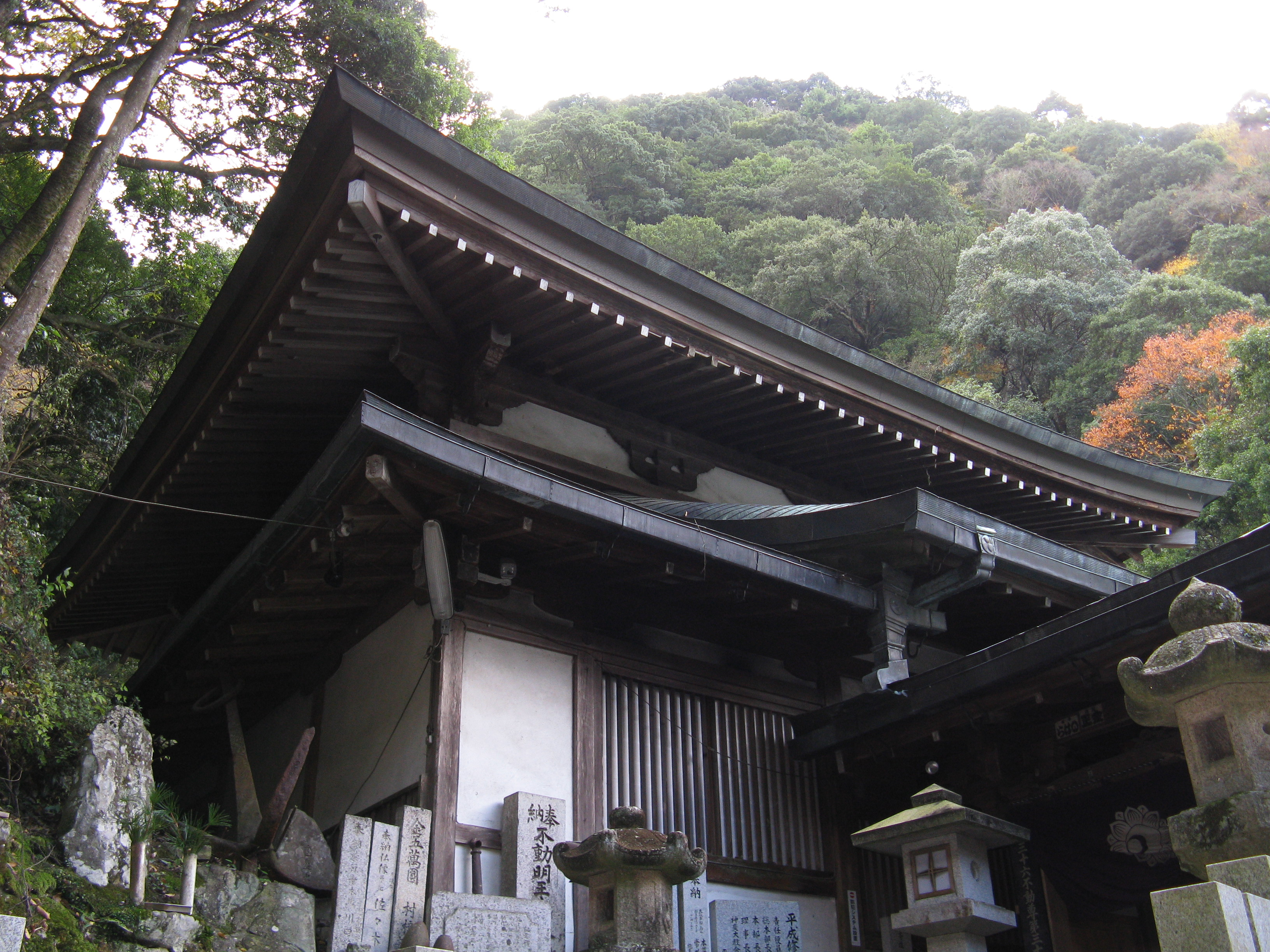
Shipporyou-ji.

## Économie
- Rinku Town
- Siège social de Peach Aviation

## Éducation
- Campus Rinku de l’Université préfectorale d'Osaka

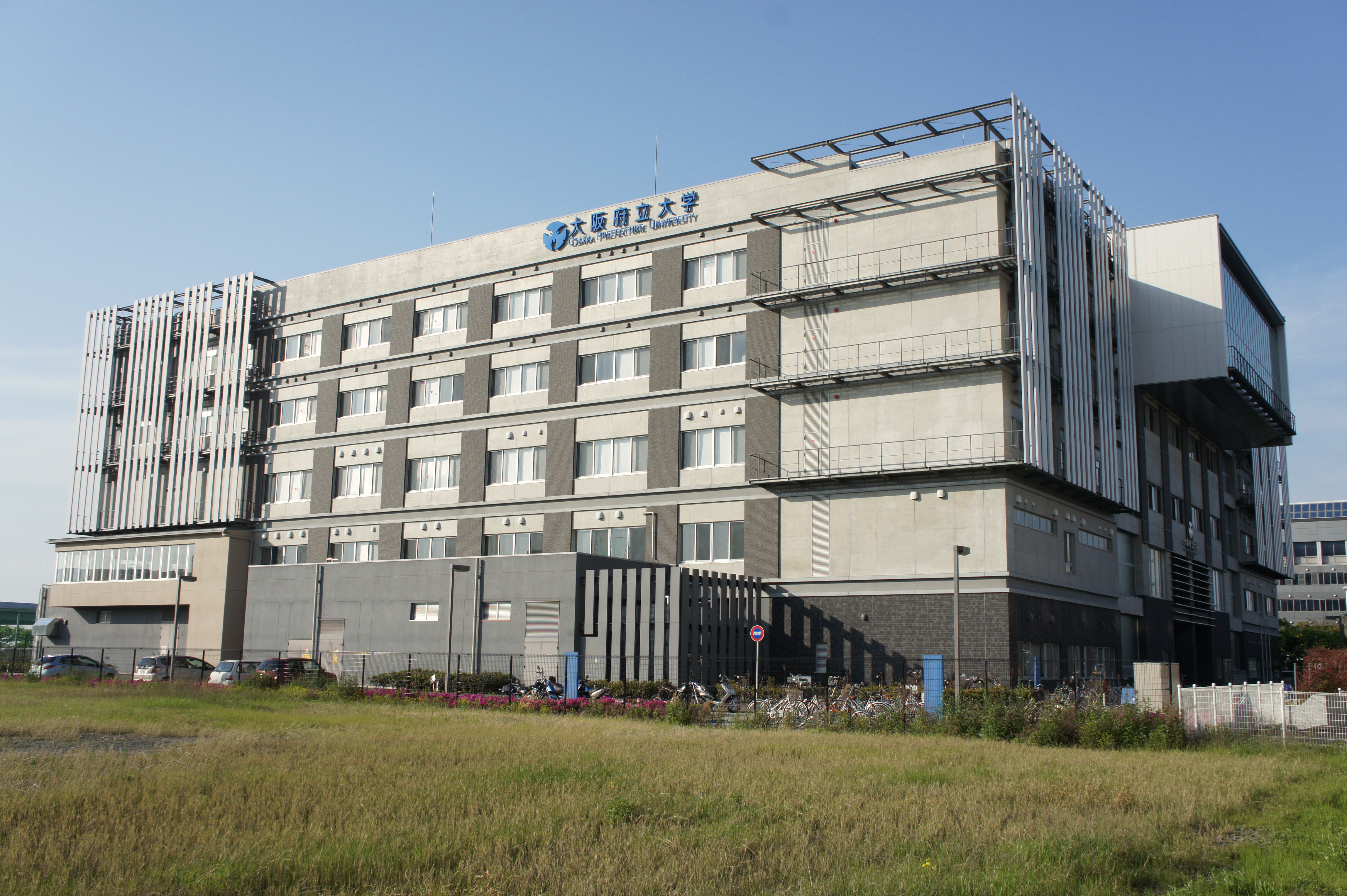
Campus Rinku.

## Transports
La partie nord de l’Aéroport international du Kansai appartient au territoire d'Izumisano.
Izumisano est desservie par les lignes Hanwa et Aéroport du Kansai de la JR West ainsi que les lignes Nankai et aéroport de la Nankai. Les gares d'Izumisano, Hineno et Rinkū Town sont les principales gares de la ville.

## Jumelages
Izumisano est jumelée avec :
- Xuhui (Chine)
- Töv (Mongolie)
- Xindu (Chine)
- Gulu (Ouganda)
- Marília (Brésil)